# ゲーン・ソム

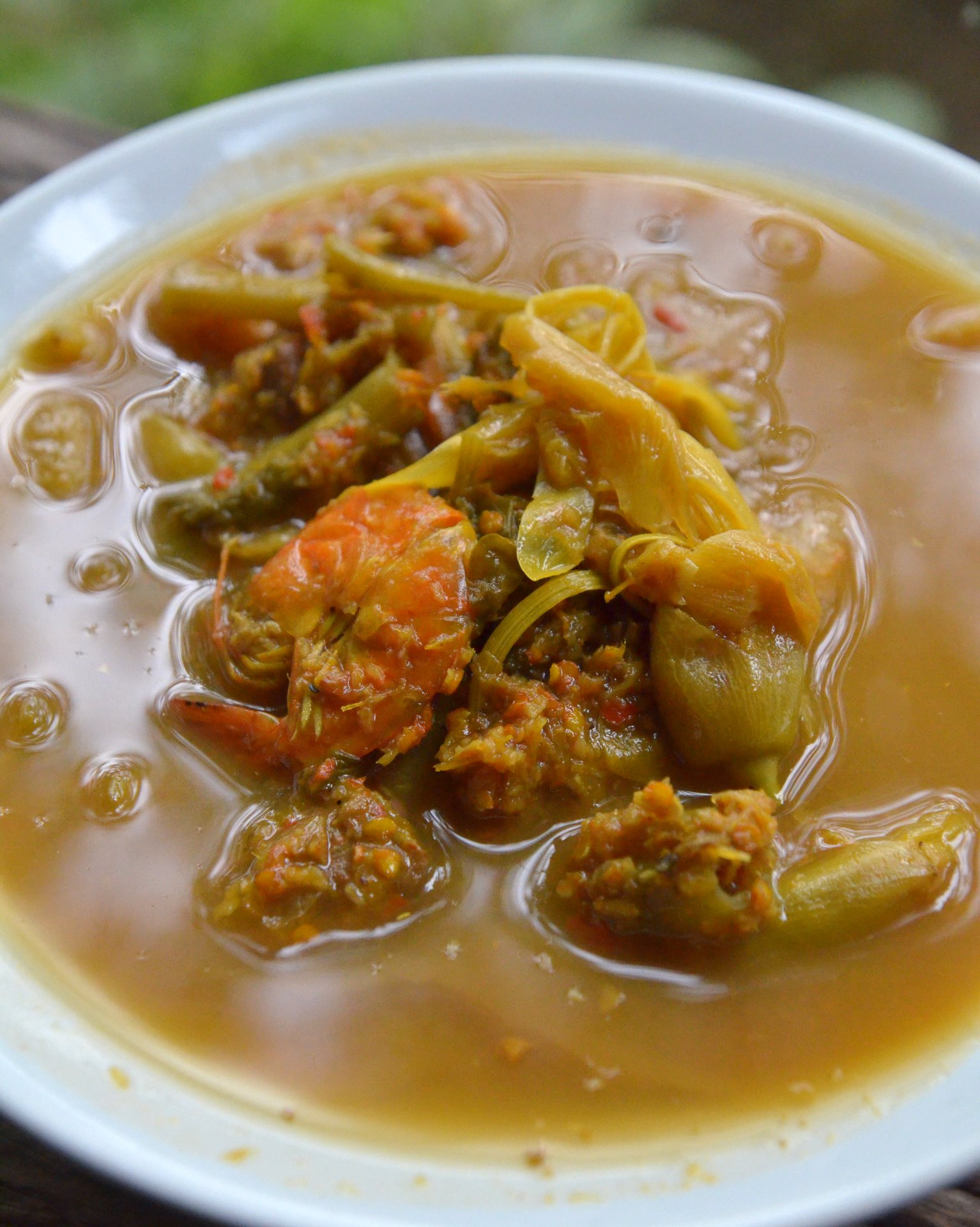
ゲーン・ソム・クン・ドク・ケー。エビと白胡蝶の花（ドク・ケー）が加わる。

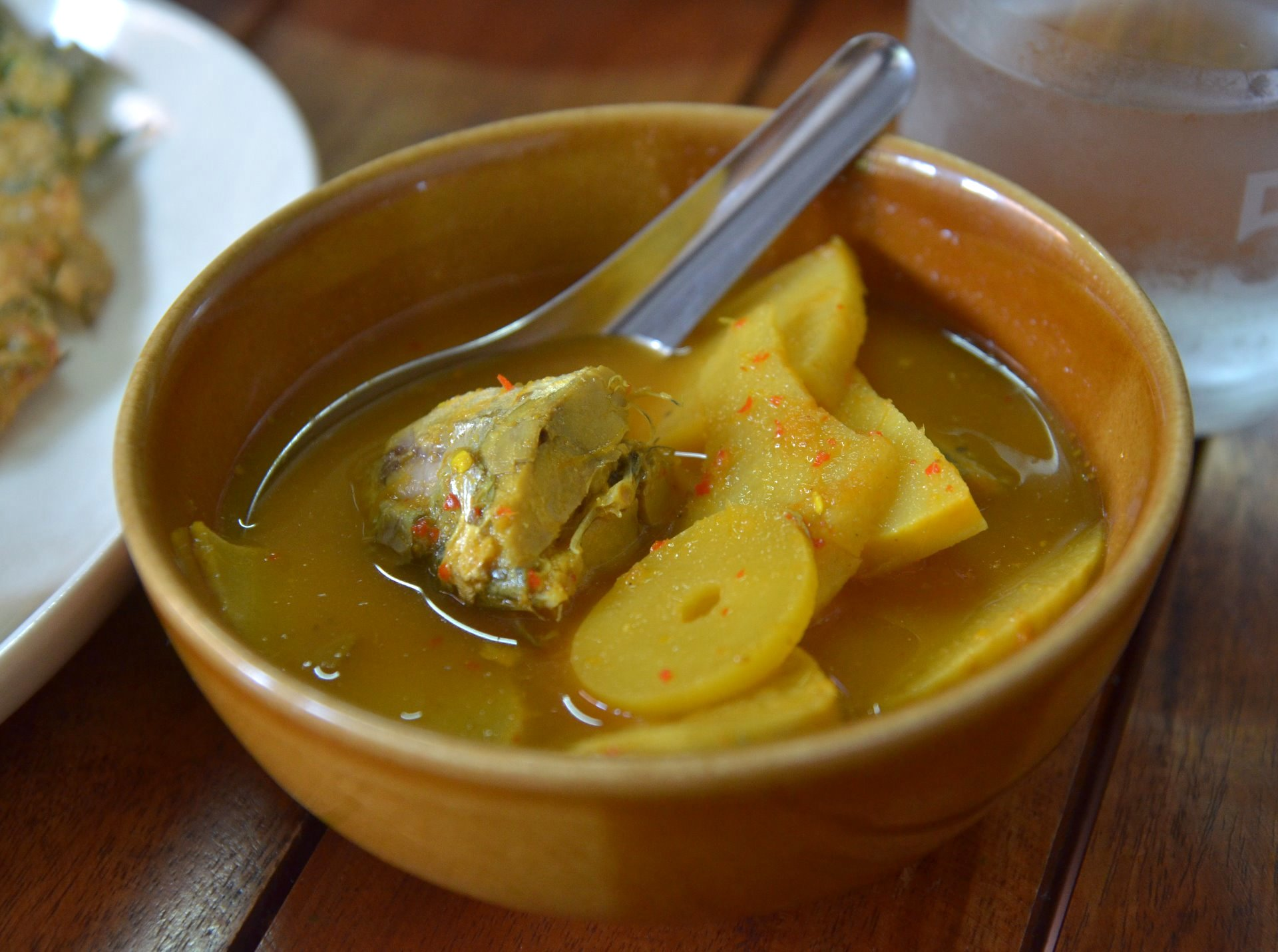
タイ南部の伝統的なゲーン・ソム・プラ。

ゲーン・ソム、またはケーン・ソム(タイ語: แกงส้ม, 発音 [kɛ̄ːŋ sôm]、オレンジ色のゲーンの意味)はタイ王国中部の魚のゲーン（タイカレー）である。タマリンドに由来する酸味と香辛料の辛さが特徴的なカレーで、甘さをだすためにパームシュガー（ナム・タン・ピップ）が加えられる。英語圏ではタイ・サワー・カレーと紹介される場合もある。

## 作り方
ナム・プリック・ゲーン・ソムと呼ばれるペーストがゲーン・ソムのベースとなる。ナム・プリック・ゲーン・ソムはカピ（シュリンプペースト）とエシャロットやその他の材料に水を加え、臼ですりつぶすことで作られる。トウガラシが一緒にすりつぶされるが、乾燥トウガラシが良いか、生トウガラシが良いかなどレシピにばらつきがある。大きいトウガラシが良いとするレシピもあれば、プリッキーヌが好ましいとするレシピもある。
魚かエビがメインの食材になる。魚は煮込んだ際に煮崩れしないようにするほうが望ましい。魚はプラーチョンや海岸沿いでは海の魚も使われる。魚卵が用いられる場合もある。ゲーン・ソムは通常米飯とともに提供される。
家庭で作られるゲーン・ソムにはドラムスティック（さやまめ）やグリーンパパイヤや白胡蝶の花（ドク・ケー）が用いられる。赤いドク・ケーが加わるとゲーン・ソム・ドク・ケー・デーンと呼ばれる。その他地域ごとの食材、例えばヨウサイ、ミズオジギソウといったものも用いられる。

## 歴史
ゲーン・ソムの人気が高まるとカリフラワー、ダイコン、キャベツ、ハクサイ、チンゲンサイ、ニンジン、ジュウロクササゲ、アスパラガスなどが具材として用いられるようになった。さらにはチャ・オム・オムレツ（チャ・オムを使ったミャンマー・スタイルのオムレツ）まで具材に使われるようになり、エビとチャ・オム・オムレツのゲーン・ソムはゲーン・ソムの一般的なバリエーションとなった。他にもパイナップルやその他の魚介類が使われることもあるが、ゲーン・ソムにはココナッツミルクを入れないという点だけは共通している。

## バリエーション
- タイ南部 には本項のゲーン・ソムとは別に、独自の酸味の効いたカレー、「ゲーン・ソム」が存在している。タイ南部以外の地域ではこの南部のゲーン・ソムをゲーン・ルアン（黄色いカレー）と呼ぶ。ゲーン・ルアンの材料はタマリンド、ガルシニア、ライム果汁[8]、ターメリック、ニンニク、エシャロットとなり、ターメリックを使う点が特徴で、ゲーン・ソムよりもスパイシーで酸味、塩気の効いた味になる。
- マレーシア、タイ国境にほど近いクランタン州では「ゲーン・ソム・ノ・マイ・ドン」というクランタン風タイ料理があり、酢漬けのタケノコが使われる[9]。
- ラオス料理ではゲーン・ソムは豚肉がメインの食材となる[10]。ゲーン・ソム・プラが魚のカレーとなり、レモングラスとキノコがレシピに含まれる[11]。
- チョンブリー県ではコブミカンとマクア・プロ（英語版）（タイ語: มะเขือเปราะ、タイナス（英語版））が使われる[12]。
- プラチュワップキーリーカン県では生トウガラシとカミメボウキ（香草）を使うバリエーションが存在する[13]。
- ゲーン・ソム・ガイ・ワンは魚の代わりに鶏肉を使ったバリエーションである[14]。